# Heiner Hoffmann
Hans Heiner Hoffmann (* 29. April 1915 in Klein-Steinheim; † 27. April 1945 in Berlin) war ein deutscher Radrennfahrer und nationaler Meister im Radsport.

## Sportliche Laufbahn
Hoffmann war Bahnradsportler. Er war Teilnehmer der Olympischen Sommerspiele 1936 in Berlin. In der Mannschaftsverfolgung fuhr er gemeinsam mit Heinz Hasselberg, Karl Klöckner und Erich Arndt. Der deutsche Bahnvierer unterlag im Rennen um die Bronzemedaille dem Vierer aus Großbritannien und blieb ohne Medaille.
1935 wurde er nationaler Meister im Tandemrennen mit Karl Klöckner als Partner. Er startete für den Verein „RC Hessen Offenbach“.